# Bootania xestos
Bootania xestos är en stekelart som beskrevs av Grissell och Desjardins 2002. Bootania xestos ingår i släktet Bootania och familjen gallglanssteklar.
Artens utbredningsområde är Papua Nya Guinea. Inga underarter finns listade.